# Compétitions artistiques aux Jeux olympiques d'été de 1924
Les compétitions artistiques des Jeux olympiques de 1924, organisés en France, à Paris, sont des concours dans diverses disciplines artistiques organisées conjointement aux épreuves sportives. C’est la troisième fois, après 1912 et 1920, que de tels concours sont officiellement présents aux Jeux et considérés de la même manière que les compétitions sportives. C’est-à-dire avec classement et remise de médailles de vermeil, d’argent et de bronze.
Comme précédemment, cinq catégories sont représentées : Architecture, littérature, musique, peinture et sculpture. Les œuvres produites devant être originales et avoir un lien étroit avec le thème du sport. Contrairement aux éditions précédentes des Jeux, ces concours connaissent un grand succès. Au total, 193 artistes de 24 pays exposent leurs œuvres au Grand Palais et 14 médailles sont décernées.

## Organisation et bilan
Pour la première fois, les épreuves artistiques sont prises au sérieux et font l’objet d’une organisation minutieuse. Leur réussite est particulièrement importante pour le baron Pierre de Coubertin pour qui ces Jeux olympiques seront les derniers. Ainsi, les compétitions d’art sont inaugurées au Théâtre des Champs-Élysées, à Paris, « en présence des membres du gouvernement et du corps diplomatique ». Cinq jurys sont nécessaires pour juger la multitude des œuvres présentées, chacun de ces jurys comprenant pas moins de vingt membres. En revanche, aucun catalogue d’art concernant cette manifestation n’est édité. Le rapport officiel des Jeux étant le seul document listant les productions soumises aux différents jurys et leurs auteurs. Parmi les artistes en lice, on note la présence de trois Soviétiques alors que l’Union soviétique ne participe pas officiellement aux Jeux olympiques, considérés par cet État comme un « symbole de la dégénérescence bourgeoise de l’Occident ».

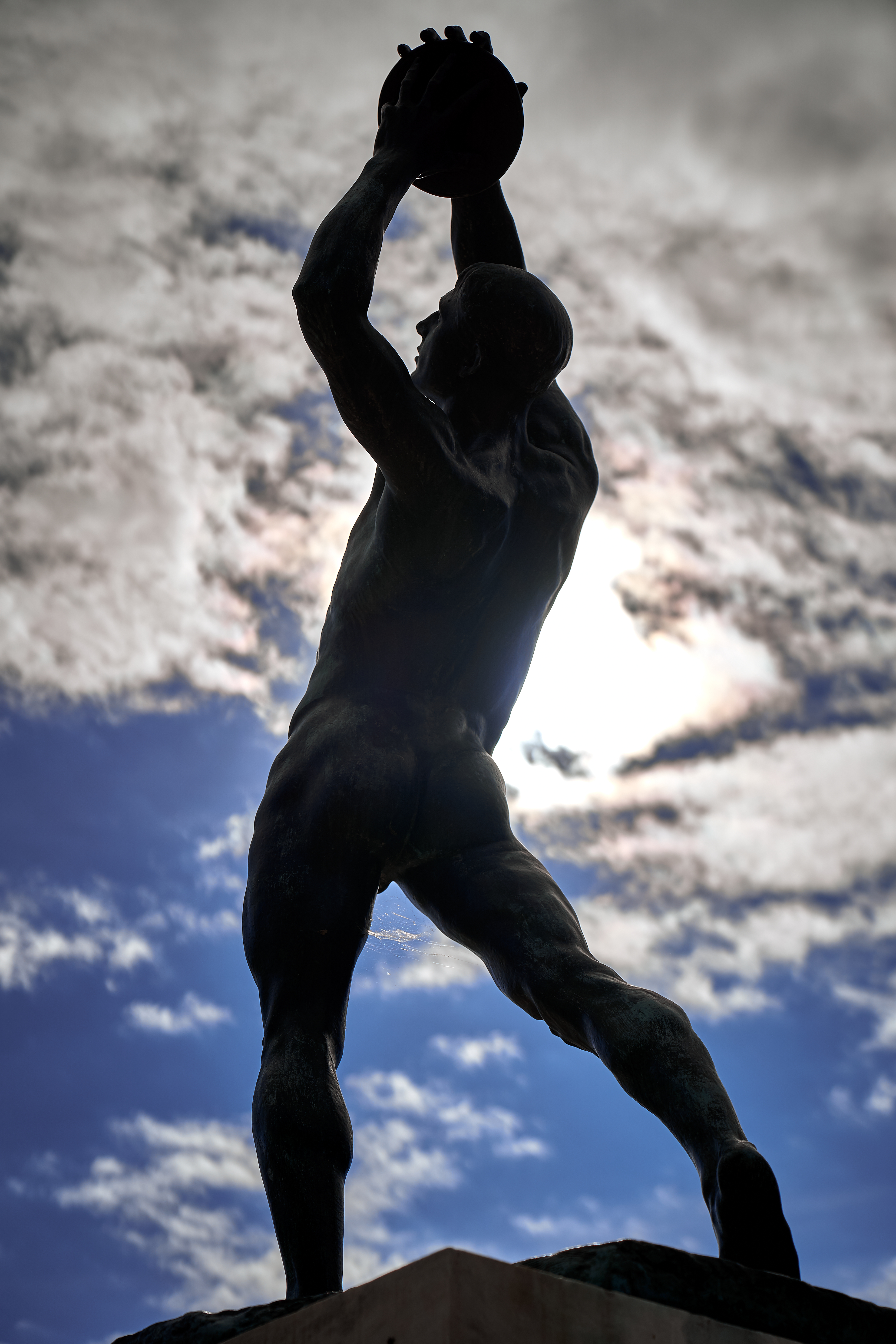
Copie du Lanceur de disque finlandais de Constantin Dimitriadis, à Athènes

En architecture, en dépit des 17 projets présentés par les 21 architectes en lice, aucune médaille de vermeil n’est décernée, le jury s’accordant pour décider qu’aucun des travaux en compétition ne mérite vraiment une telle distinction. Ainsi, deux Hongrois, l’ancien nageur Alfréd Hajós, médaillé d’or aux premiers Jeux olympiques de 1896, et Dezső Lauber, ancien joueur de tennis, doivent se contenter de la médaille d’argent pour leur œuvre commune intitulée Plan pour un stade. Hajós avait remporté 28 ans plus tôt, à Athènes, les médailles d’or du 100 m et 1200 m nage libre, à l’occasion des Jeux olympiques de 1896. Le bronze revient au Monégasque Julien Médecin pour son projet Stade de Monte-Carlo.
En littérature, c’est le Français Géo-Charles, pseudonyme de Charles Guyot, qui remporte la médaille de vermeil pour Les Jeux olympiques, une pièce de théâtre mêlant danse, poésie et musique. Ami des écrivains français de l’époque comme Jean Cocteau et André Malraux et des artistes comme Tsuguharu Fujita, il est également collectionneur d'art et fondateur de la revue littéraire et artistique Montparnasse. Ce passionné de sport et sportif accompli deviendra par la suite animateur et chroniqueur à la radio. Deux concurrents obtiennent l'argent, et deux autres le bronze.
En musique, aucun des sept concurrents ne reçoit la moindre médaille. Le jury composé de noms prestigieux tels Béla Bartok, Arthur Honegger, Maurice Ravel, Igor Stravinsky, Gabriel Fauré et Manuel de Falla ne parvient pas en effet à se mettre d’accord sur la désignation des lauréats, entre des candidats sans grande renommée.
En ce qui concerne la peinture, la médaille de vermeil revient au Luxembourgeois Jean Jacoby pour son triptyque intitulé Trois études sportives (Rugby, Départ et Corner). La médaille d’argent est attribuée à l’Irlandais Jack Butler Yeats pour Natation. Frère de William Butler Yeats, lauréat du Prix Nobel de littérature en 1923, il est considéré aujourd’hui comme l’un des artistes irlandais les plus renommés du XXe siècle. La médaille de bronze revient au Néerlandais Johan van Hell pour Patineurs. Artiste prolifique et talentueux, auteur de nombreuses peintures à l’huile, aquarelles, gravures sur bois et lithographies, van Hell est également un excellent musicien (hautbois et clarinette) qui se produit avec l’Orchestre royal du Concertgebouw d’Amsterdam. C’est aussi un artiste que l’on pourrait qualifier d’« engagé » qui donne des cours de musique gratuits aux étudiants désargentés et produit des lithographies à des prix raisonnables pour les rendre accessibles à tous.
En sculpture, s’inspirant des œuvres de l’Antiquité mais aussi des créations du célèbre Auguste Rodin, le Grec Kostas Dimitriadis reçoit la médaille de vermeil pour son Lanceur de disque finlandais. Deux médailles de bronze sont décernées : une au Français Claude-Léon Mascaux pour ses Sept médailles sportives et l'autre au Franco-Danois Jean René Gauguin, fils de Paul Gauguin, pour Le boxeur.

## Tous les médaillés
| Disciplines artistiques | Or                                                    | Argent                                                                                 | Bronze |
| ----------------------- | ----------------------------------------------------- | -------------------------------------------------------------------------------------- | --- |
| Projets architecturaux  | non décerné                                           | Alfréd Hajós et Dezső Lauber (en) pour Plan de stade nautique                          | Julien Médecin pour Stade pour Monte Carlo                                                                   |
| Sculpture               | Constantin Dimitriadis pour Lanceur de disque finnois | Frantz Heldenstein pour Vers les Jeux Olympiques                                       | Jean-René Gauguin pour Le boxeur et Claude Léon Mascaux pour Sept médailles sportives                        |
| Peinture                | Jean Jacoby pour Trois études sportives               | Jack Butler Yeats pour Natation                                                        | Johan van Hell (en) pour Patineurs                                                                           |
| Littérature             | Géo-Charles pour Les Jeux Olympiques                  | Josef Petersen (en) pour Euryale et Dorothy Margaret Stuart (en) pour Chants d'escrime | Oliver St John Gogarty pour Ode aux Jeux de Tailteann et Charles-Anthoine Gonnet pour Vers le Dieu d'Olympie |
| Musique                 | non décerné                                           | non décerné                                                                            | non décerné                                                                                                  |

## Tableau des médailles
| Rang | Nation          | Or | Argent | Bronze | Total |
| ---- | --------------- | -- | ------ | ------ | ----- |
| 1    | Luxembourg      | 1  | 1      | 0      | 2     |
| 2    | France          | 1  | 0      | 2      | 3     |
| 3    | Grèce           | 1  | 0      | 0      | 1     |
| 4    | Danemark        | 0  | 1      | 1      | 2     |
| -    | Irlande         | 0  | 1      | 1      | 2     |
| 5    | Grande-Bretagne | 0  | 1      | 0      | 1     |
| -    | Hongrie         | 0  | 1      | 0      | 1     |
| 7    | Monaco          | 0  | 0      | 1      | 1     |
| -    | Pays-Bas        | 0  | 0      | 1      | 1     |
|      | Total           | 3  | 5      | 6      | 14    |